# Liste der Kulturgüter in Saint-Prex
Die Liste der Kulturgüter in Saint-Prex enthält alle Objekte in der Gemeinde Saint-Prex im Kanton Waadt, die gemäss der Haager Konvention zum Schutz von Kulturgut bei bewaffneten Konflikten, dem Bundesgesetz vom 20. Juni 2014 über den Schutz der Kulturgüter bei bewaffneten Konflikten sowie der Verordnung vom 29. Oktober 2014 über den Schutz der Kulturgüter bei bewaffneten Konflikten unter Schutz stehen.
Objekte der Kategorien A und B sind vollständig in der Liste enthalten, Objekte der Kategorie C fehlen zurzeit (Stand: 1. Januar 2023).

## Kulturgüter
| Foto |                                                                                          | Objekt | Kat. | Typ | Standort                                            | Beschreibung |
| ---- | ---------------------------------------------------------------------------------------- | --- | ---- | --- | --------------------------------------------------- | ------------ |
| ja   | Datei hochladen · Wikidata zu Reformierte Kirche Notre-Dame (Q3586115)                   | Reformierte Kirche Notre-Dame / Église réformée Notre-Dame KGS-Nr.: 06484                                                 | A    | G   | Rue du Motty 5 524727 / 148266                      |              |
| ja   | Datei hochladen · Wikidata zu Saint-Prex Schloss (Q29891519)                             | Schloss / Château KGS-Nr.: 06486                                                                                          | B    | G   | Quai du Suchet 3 / Rue de la Tour 1 524903 / 148110 |              |
| ja   | Datei hochladen · Wikidata zu Herrenhaus Forel (Q29891521)                               | Herrenhaus Forel / Manoir Forel KGS-Nr.: 06487                                                                            | B    | G   | Rue Forel 15 524894 / 147965                        |              |
| ja   | Datei hochladen · Wikidata zu Stadttor mit Uhrturm und Resten der Stadtmauer (Q29891522) | Stadttor mit Uhrturm und Resten der Stadtmauer / Porte de ville avec tour d’horloge et vestiges du rempart KGS-Nr.: 06488 | B    | G   | Grand-Rue 1 524808 / 148080                         |              |
| BW   | Datei hochladen · Wikidata zu Glasmacher-Museum (Q27488730)                              | Glasmuseum / Musée du verrier KGS-Nr.: 14742                                                                              | B    | S   | Rue de la Verrière 2 524434 / 148460                |              |